# Los caciques (obra de teatro)
Los caciques es una obra de teatro en tres actos de Carlos Arniches, estrenada en el Teatro de la Comedia de Madrid el 13 de febrero de 1920.

## Argumento
En el pequeño pueblo de Villalgancio, el puesto de alcalde y el de mayor cacique local es ejercido simultáneamente por el corrupto Don Acisclo Arrambla, al que se le notifica la llegada de un inspector que debe analizar sus cuentas. Don Acisclo, siguiendo su tendencia natural, se propone comprar la voluntad del inspector con todo tipo de agasajos. Sin embargo, quienes aparecen en el lugar son Alfredo y su tío con intención de solicitar la mano de Cristina, la sobrina del regidor. Estos son confundidos por el inspector, provocando todo tipo de malentendidos.

## Inspiración
Carlos Arniches compuso esta "tragedia grotesca", género que él mismo creó, inspirándose en una pieza teatral satírica del escritor ruso Nikolái Gógol, El inspector general (1836 en 1.ª ed.), de argumento muy semejante.

## Representaciones destacadas
- Teatro (Estreno, 1920). Intérpretes: Juan Bonafé, Mariano Asquerino, Irene Alba, Aurora Redondo, Joaquín Roa.
- Teatro (1962). Dirección: José Luis Alonso. Decorados: Antonio Mingote. Intérpretes: José Bódalo, Carmen Carbonell, Alfredo Landa, Lola Cardona, Antonio Ferrandis, Rosario García Ortega, Margarita García Ortega, Erasmo Pascual, Rafaela Aparicio, Florinda Chico.
- Televisión (1965, en el espacio de TVE, Primera fila). Intérpretes: Jesús Puente, Nuria Carresi, Irene Gutiérrez Caba, Tote García Ortega, Emilio Laguna, Paco Valladares, Valentín Tornos, Pedro Sempson.
- Teatro (1972). Intérpretes: José Bódalo, María Fernanda D'Ocón, Gabriel Llopart, Luisa Rodrigo.José Segura
- Teatro La Latina (1987). Dirección: José Luis Alonso. Intérpretes: Antonio Garisa María Garralón, Mary Begoña, Carlos Muñoz, Paco Camoiras, Emiliano Redondo, Gracita Morales.  Mª José Parra
- Televisión (1976, en el espacio Estudio 1, de TVE). Adaptación: Gabriel Ibáñez. Intérpretes: Pablo Sanz, Jaime Blanch, María Luisa Ponte, Gabriel Llopart y José Segura
- Teatro (2001). Dirección: Ángel Fernández Montesinos. Intérpretes: José Sazatornil, Rafael Castejón, Marta Fernández Muro, Pepa Rosado, Jesús Garrido, Ana Luisa Pérez de la Osa, Toni Fuentes, Paco Torres, Empar Ferrer.
- Teatro (2015). Dirección: Ángel Fernández Montesinos. Intérpretes: Juan Calot, Fernando Conde, Marisol Ayuso, Elena Román.